# ستيف برادي
ستيف برادي (بالإنجليزية: Steve Brady)‏ هو لاعب كرة قاعدة أمريكي، ولد في 14 يوليو 1851 في ورسستر في الولايات المتحدة، وتوفي في 1 نوفمبر 1917 في هارتفورد في الولايات المتحدة.

## وصلات خارجية
- ستيف برادي على موقعبيزبول رفرنس.كوم (الدوري الرئيسي) (الإنجليزية)
- ستيف برادي على موقعبيزبول رفرنس.كوم (الدوري الثانوي) (الإنجليزية)